# Yttre Fårholmen
Yttre Fårholmen är en ö i Finland. Den ligger i Bottenviken och i kommunen Karleby i den ekonomiska regionen  Karleby i landskapet Mellersta Österbotten, i den nordvästra delen av landet. Ön ligger omkring 15 kilometer nordväst om Karleby och omkring 430 kilometer norr om Helsingfors.
Öns area är 29,7 hektar och dess största längd är 1 kilometer i sydöst-nordvästlig riktning. I omgivningarna runt Yttre Fårholmen växer i huvudsak blandskog.